# ケイティ・ウェブスター
ケイティ・ウェブスター（Katie Webster、1936年1月11日 - 1999年9月5日）は、アメリカ合衆国の歌手、ピアニストである。

## 来歴

### 幼少期
1936年1月11日、テキサス州ヒューストンに生まれる。出生名は、キャスリン・ジュウェル・ソーン。後にピアニストのアール・ウェブスターと結婚したことから、ウェブスター姓で活動することになった。
幼い頃から独学でピアノを習得したが、宗教の信仰が厚い両親は彼女がブルースやロックンロールを聴くことを許さず、彼女は気づかれないようにこっそり布団にもぐってラジオでファッツ・ドミノなどの音楽を聴いていた。
彼女が10代の頃、両親はカリフォルニア州に移住し、ウェブスターはテキサス州ボーモントの親戚宅に身を寄せることになった。彼らは両親とは異なり、聴く音楽に寛容だった。間もなく、ピアニストとして活動を始めた彼女は、15歳の頃にはレイクチャールズのエディ・シューラー（ゴールドバンド）、クロウリーのジェイ・ミラー（エクセロ）のレコーディング・セッションに参加するようになっていた。

### キャリア
セッション・ピアニストとして活躍するようになった彼女は、ライトニン・スリム、ロンサム・サンダウンら、多くのルイジアナのミュージシャンのレコードにその演奏を刻んだ。その中にはBillboard Hot 100で2位の大ヒットとなったフィル・フィリップスの「Sea Of Love」（1959年）も含まれている。
一方、1958年に彼女はギタリストのアッシュトン・サヴォア（名義は彼のミドル・ネームを使ったアッシュトン・コンロイ）と組み自己名義のシングルをクライ・レーベルよりリリースした。続いて彼女は1960年代初頭にかけて、ジン(Zynn)、ロッコなどジェイ・ミラーのレーベルからシングルをいくつかリリースしている。
1964年、彼女はレイクチャールズのバンブー・クラブでオーティス・レディングの前座を務めたことにより彼の目に留まり、以後レディングと3年間活動を共にした。ウェブスターは彼のライヴ・アルバム『Live At The Whiskey A-Go-Go』に参加している。
しかしながら1967年にレディングが事故で死去し、ウェブスターはそのショックから半ば引退状態となった。1970年代は、多くの時間をカリフォルニア州オークランドに住む彼女の両親の世話をして過ごしている。
1980年代に入ると、彼女はヨーロッパ・ツアーにブッキングされるようになり、ゲイリー・ウィギンズ、クリス・ラネンバーグ（ザ・インターナショナル・ブルース・デュオ）とともにドイツのオーナメント・レコードにアルバムも複数レコーディングしている。
彼女はまたアルバム『You Know That’s Right』（1985年）をホット・リンクスというバンドとともにレコーディング。それに続きボニー・レイット、ロバート・クレイをゲストに迎えた『The Swamp Boogie Queen』（1988年）をアリゲーター・レコードからリリース、米国での人気を不動のものとした。アリゲーターからは1989年に『Two-Fisted Mama』、1991年には3枚目の『No Foolin'!』とアルバム・リリースは続いた。
この頃、サンフランシスコ・ブルース・フェスティバル、ロング・ビーチ・ブルース・フェスティバルといった大きなフェスティバルにも度々出演している。1987年には来日もして、東京と豊橋で行なわれたThe Black Heritage Festival '87で演奏した。
1993年にウェブスターはギリシャのツアー中に脳梗塞に見舞われた。左手が不随となり視力の大部分が失われたものの、翌年には右手を利用して演奏活動に戻っている。
彼女は1999年9月5日、心不全のため、テキサス州リーグシティで死去した。

## ディスコグラフィー

### アルバム
- 1979年 『Has The Blues』(Goldband)
- 1982年 『My Sexy Red Negligee』(Goldband)
- 1982年 『Texas Boogie Queen - Live + Well』(Ornament)
- 1983年 『200% Joy!』(Ornament)
- 1985年 『You Know That's Right』(Arhoolie)
- 1987年 『The Many Faces Of Katie Webster』(Schubert)
- 1988年 『The Swamp Boogie Queen』(Alligator)
- 1989年 『Two-Fisted Mama』(Alligator)
- 1989年 『You Can Dig It The Incomparable Katie Webster』(Goldband)
- 1991年 『No Foolin'!』(Alligator)
- 1991年 『Men Smart, Women Smarter』(Ornament)

### コンピレーション・アルバム
- 1977年 『Whooee Sweet Daddy』(Flyright)
- 1985年 『Pounds Of Blues』(Charly R&B)
- 1988年 『Close To My Heart』(Flyright)
- 1989年 『Katie Webster』(Flyright)
- 1999年 『Deluxe Edition』(Alligator)

### シングル
- 1958年 「Baby, Baby」/「I Want You To Love Me」(Kry) ※アッシュトン・コンロイとの共作名義
- 1958年 「Hoo Wee, Sweet Daddy」/「I Need You Baby, I Need You」(Zynn)
- 1959年 「Sea Of Love」/「I Feel So Low」(Decca)
- 1959年 「Open Arms」/「On The Sunny Side Of Love」(Rocko)
- 1959年 「(Goodbye Baby) I'm Still Leaving You - Pt. 1」/「(Goodbye Baby) I'm Still Leaving You - Pt. 2」(Rocko)
- 1960年 「If I Ask You」/「Your Cheating Heart」(Rocko)
- 1961年 「Close To My Heart」/「Sunny Side Of Love」(Action)
- 1965年 「Glory Of Love」/「The Katie Lee」(Spot)
- 1967年 「Never Let Me Go」/「My Dearest Darling」(Abet)
- 1972年 「Lied Lied Lied」/「Family Rules」(Goldband)
- 1973年 「San Antonio Here I Come」/「Eldorado Katy」(Goldband)
- 1974年 「I Started Loving You Again」/「Love Bliss Voodoo」(Goldband)
- 1975年 「You Gonna Need Me」/「Matilda Finally Come Back Home」(Goldband)　※クッキー・アンド・ザ・カップケイクスとの共演
- 1975年 「Love Is The Answer」/「Secret Of Love」(Goldband)
- 1976年 「Don't Accuse Me Of Being A Devil」/「Blueberry Hill」(Goldband)
- 1979年 「Ice Cream Man」/「Yellow Pants High Heel Shoes」(Goldband)
- 1980年 「Hell Or High Water」/「Faded Love」(Goldband)
- 1981年 「Don’t Drive Me Deeper」/「Would It Make Any Difference To You」(Goldband)
- 1982年 「Bo Ton Roula」/「Slowly」(Goldband)
- 1984年 「Trade Winds」/「Funkenstein」(Goldband)
- 1986年 「I Can't Stand The Rain」/「Toot Toot」「Sea Of Love」(Ornament)
- 1987年 「Whoo-Wee Sweet Daddy!」「No Bread, No Meat」/「No Bread, No Meat」(Swamp Boogie) ※12インチ・シングル